# Třída Chaj-kchun
Třída Chaj-kchun je třída ponorek námořnictva Čínské republiky. Plánováno je dodání osmi jednotek této třídy. Dodána by měla být do roku 2025. Prototypová ponorka byla spuštěna na vodu roku 2024 a její dodání je plánováno na rok 2025. Dokončení celého programu je plánováno na rok 2029.

## Stavba

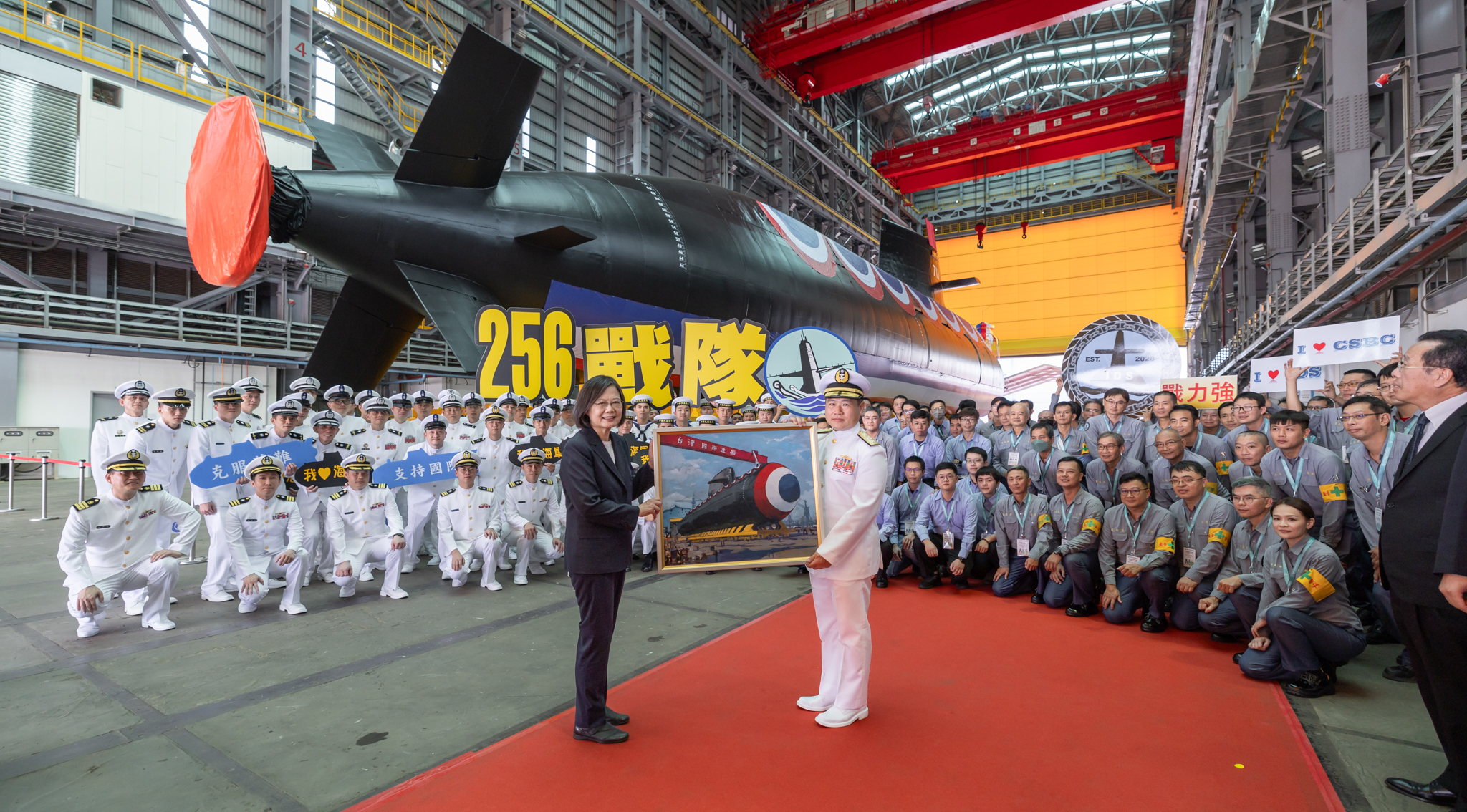
Prezidentka Cchaj Jing-wen a představitelé námořnictva před rozestavěnou ponorkou Chaj-kchun (SS-711). Jasně je patrné uspořádání hloubkových kormidel.

Námořnictvo Čínské republiky se dlouhodobě potýká s nedostatkem moderních ponorek, ale kvůli vlivu komunistické Čínské lidové republiky se mu nedaří najít jejich zahraniční dodavatele. Námořnictvo je proto nuceno udržovat v provozu dvě staré ponorky amerických druhoválečných tříd Balao a Tench a jeho nejmodernější ponorky představují dvě jednotky třídy Chaj-lung, dodané z Nizozemska v letech 1987–1988. Čínská republika proto roku 2016 zahájila vývoj domácích konvenčních ponorek v programu Indigenous Defense Submarine (IDS). Neobejdou se však bez širokého využití zahraničních technologií. Například z USA mají pocházet mnohé klíčové komponenty, jako je bojový řídící systém Lockheed Martin, bojové stožáry L3 Harris a sonarový komplex Raytheon.
Slavnostní první řezání oceli na prototypové ponorky Chaj-kchun proběhlo 24. listopadu 2020 v loděnici CSBC Corporation v Kao-siung. Dne 28. září 2023 byla ponorka pokřtěna a zároveň poprvé představena veřejnosti. Na vodu byla spuštěna 27. února 2024. V roce 2024 média informovala o přípravách sériové výroby ponorek a jejich vybavení protilodními střelami Harpoon. Konstrukce ponorek má být během stavby postupně vylepšována. Dle vyjádření ministra obrany má druhá a třetí jednotka odpovídat prototypu, přičemž na další trojici by byla zapracována zlepšení. V září 2024 prototypová ponorka prodělávala přístavní zkoušky, přičemž zahájení námořních zkoušek bylo plánováno na přelom března a dubna 2025.
Jednotky třídy Chaj-kchun:
| Jméno               | První řezání oceli | Založení kýlu      | Spuštěna       | Vstup do služby | Status    |
| ------------------- | ------------------ | ------------------ | -------------- | --------------- | --------- |
| Chaj-kchun (SS-711) | 24. listopadu 2020 | 16. listopadu 2021 | 27. února 2024 | 2025 (plán)     | ve stavbě |

## Konstrukce
Třida konstrukčně vychází z Nizozemskem dodaných ponorek třídy Chaj-lung. Trup má dvouplášťovou koncepci. Na rozdíl od nich mají hloubková kormidla uspořádána do tvaru písmene X. Do výzbroje budou integrována americká těžká torpéda Mark 48 Mod. 6 AT a protilodní střely UGM-84L Sub-Harpoon. Konvenční pohonný systém roztáčí sedmilistý lodní šroub. Nejvyšší rychlost dosahuje osm uzlů na hladině a sedmnáct uzlů pod hladinou.